# Phaonia nigerrima
Phaonia nigerrima este o specie de muște din genul Phaonia, familia Muscidae, descrisă de Barros de Carvalho în anul 1984. Conform Catalogue of Life specia Phaonia nigerrima nu are subspecii cunoscute.